# Eryk Rocha
Eryk Aruac Gaitán Rocha (Brasília, DF, 19 de janeiro de 1978) é um cineasta e documentarista brasileiro. Filho do cineasta Glauber Rocha.

## Biografia
Eryk Rocha nasceu em Brasília, em 1978, e viveu em vários países da América Latina. Estudou cinema na Escola San Antonio de Los Baños, em Cuba onde realizou “Rocha que voa” (2002), seu primeiro longa-metragem selecionado para os festivais internacionais de Veneza, Locarno, Montreal, Rotterdam e Havana, entre outros, e premiado como melhor filme no Festival Internacional É Tudo Verdade, no Festival CineSul em 2002, com o Coral Saul Yelín no Festival do Novo Cinema Latino-Americano, em Havana (2002) e o Prêmio de Melhor Ópera Prima no Festival de Rosário, na Argentina (2003).
Em 2004, Eryk Rocha realizou o curta-metragem Quimera, filme que integrou a competição oficial dos festivais de Cannes (2004) e Sundance (2006), e participou em vários festivais no Brasil e no exterior (Montreal, Nova York, Bilbao, Coréia do Sul, Havana) e recebeu o prêmio de melhor curta-metragem no Festival Internacional de Cinema de Montevideo (Monfic)  (2005) e no Festival de Belém (2004).
Em 2006, seu segundo longa-metragem, Intervalo Clandestino, foi selecionado para participar de vários festivais (Montreal, Montevidéu, Guadalajara, Popolli, entre outros), recebendo menção honrosa especial no festival de Guadalajara.
Em 2010 lançou o filme Pachamama que foi exibido em 15 festivais internacionais e ganhou o prêmio de melhor longa metragem documental no CinePort 2009.
Em 2011 lança no circuito seu primeiro longa-metragem de ficção - Transeunte. O filme participou do prestigioso Telluride Film Festival, nos EUA. Também participou dos Festivais de Biarritz, Istambul, Havana, Guadalajara, Marseille, Vancouver e Amsterdam, entre outros. Transeunte, foi lançado, pelo Museu de Dusseldorf, em 12 cidades da Alemanha. O filme foi eleito pela Abraccine o melhor longa-metragem brasileiro de 2011, e Fernando Bezerra obteve o Prêmio APCA de melhor ator de cinema do ano. O filme ganhou 25 prêmios em festivais nacionais e internacionais. Entre eles, o prêmio da crítica e de melhor ator no Festival de Brasília de 2010, o prêmio de melhor filme eleito pelo público no Festival Latino- Americano de São Paulo em 2011, e o prêmio de melhor primeira obra, no festival de Guadalajara.
Em 2013, lançou o documentário Jards, com o qual recebeu o prêmio de Melhor diretor no Festival do Rio. A première mundial do filme aconteceu no New Directors 2013, no MoMA, e no Lincoln Center, em Nova Iorque. O filme também foi exibido no IndieLisboa, de Portugal, e no Festival Internacional de Cinema de Mar del Plata, entre outros.
Ainda em 2013, Eryk Rocha foi convidado pela Canana Films, do ator mexicano Gael García Bernal, para participar do projeto Graduate XXI, que originou o longa-metragem El Aula Vacía, financiado pelo BID - Banco Interamericano de Desenvolvimento. O filme é composto por dez curtas metragens de diversos diretores latinos-americanos sobre o tema da evasão escolar. Eryk realizou o curta-metragem Igor, que mostra um dia na vida do aspirante a ator e capoerista Igor, morador do Morro dos Prazeres. Em 2015, El Aula Vacía   foi exibido nos festivais de Guadalajara  (México) Bafici (Argentina) e Málaga (Espanha),  entre outros.
Também em 2015, EryK lançou seu sexto longa-metragem- o documentário Campo de Jogo. O filme foi exibido nos festivais: London International Film Festival, CPH:DOX (Copenhagen International Documentary Film Festival), Fortnigth Documentary Film Festival - MoMA e no Festival de Toulouse, na França; além dos festivais nacionais: Mostra de Cinema de São Paulo e Festival do Rio.  Campo de Jogo foi  lançado nos cinemas  do Brasil, no dia 23 de julho  de 2015; nos EUA, em dezembro de 2015, pela distribuidora Cinema Slater.
Em 2016, Eryk Rocha finalizou o filme Cinema Novo panorama do principal movimento cinematográfico da América Latina: O Cinema Novo, através do testemunho dos seus principais autores.  Cinema Novo teve estreia mundial no Festival de Cannes 2016, onde recebeu o prêmio Olho de Ouro ( L'Oeil d'or) de melhor documentário do festival.
Em 2018, lançou o longa-metragem de ficção Breve Miragem de Sol, filmado no Rio de Janeiro, em 2017.
Vários filmes do diretor foram adquiridos pelo MoMA - Museu de Arte Moderna, de Nova York, para compor o acervo do museu.

## Filmografia
- 2016:  "Cinema Novo" ( documentário)
- 2015: " Campo de Jogo" (documentário)
- 2012: "Jards" (documentário)
- 2010: "Transeunte"
- 2008: "Pachamama" (documentário)
- 2006: "Intervalo Clandestino"
- 2004: "Quimera" (curta)
- 2002: "Rocha que Voa" (documentário)